# Dimitrie Gerota
Dimitrie D. Gerota fue un anatomista, médico, radiólogo y urólogo rumano y correspondiente miembro de la Academia Rumana desde 1916.

## Biografía
Dimitrie Gerota nació en Craiova en 1867. Fue hijo de un cura, Dimitrie Gerota Constantin (n. 1841), y de Maria Gerota, de quien su nombre de nacimiento fue Surpăteanu (n. 1847). Estudió en la Escuela Secundaria Carol I de Craiova. En 1886, ingresó a la Facultad de Medicina de la Universidad de Bucarest, donde se graduó con un título de médico en 1892. Durante 4 años, prosiguió sus estudios en París y en Berlín. Después de regresar a Bucarest, empezó a practicar la medicina y a enseñar en diversas instituciones.
A partir de octubre de 1897, fue profesor de anatomía en la Escuela Nacional de Bellas Artes de Bucarest. En el otoño de 1898, él y su alumno Constantin Brâncuși produjo un estudio anatómico de músculos tallados titulado Ecorché, basado en la investigación realizada en la sala de disección de la Facultad de Medicina y el Museo de Anatomía Comparada. En mayo de 1903, el estudio desollado se expuso en el Ateneo Rumano; la Sociedad de Estudiantes de Bellas Artes solicitó a Spiru Haret, el ministro de Educación y Cultura, adquirirla. Desde entonces, generaciones de arte rumano y estudiantes de medicina han estudiado la anatomía de moldes de yeso realizadas basados en el Écorché.
Considerado como el primer radiólogo rumano, Gerota inició la educación académica de radiología en ese país. En 1898, escribió el libro Razele lui Röntgen sau razele X (Los rayos Röntgen o los rayos X).  Algunos años más tarde, tuvo que abandonar este campo de la medicina, debido a la radiodermatitis que afectó a su mano, lo que requirió su amputación.
En 1909, se estableció en un sanatorio, donde practicó la cirugía, y llevó a cabo obras de caridad. A partir de 1913, fue profesor de anatomía quirúrgica y cirugía experimental en la Universidad de Bucarest.
En noviembre de 1935, presentó el artículo Monarhie cu camarilă sau República al diario Universul. El artículo, muy crítico con el rey Carol II, fue censurado, y Gerota, detenido y enviado a la prisión de Malmaison, en Bucarest. Después de las protestas de los estudiantes de medicina, fue liberado 4 días después. Fue arrestado de nuevo en 1936, enviándosele a la prisión de Jilava. Puesto en libertad, murió en 1939 en Bucarest.

## Legado
Gerota investigó la anatomía y la fisiología de la vejiga y el apéndice, y desarrolló un método para la inyección de los vasos linfáticos conocidos en los libros de texto como el "método de Gerota".
La fascia renal es a veces llamada la fascia de Gerota o cápsula de Gerota, después de la vida del médico. Asimismo, el síndrome de Albarrán-Ormond (una enfermedad inflamatoria de la fibrosis retroperitoneal, llamado así por los urólogos Joaquín Albarrán y John Kelso Ormond) también se conoce como síndrome de Gerota o fascitis de Gerota.
Era un médico cirujano, fundador de un gran hospital de cuidados de emergencia en Bucarest, ahora llamado Hospital Militar Prof. Dr. Dimitrie Gerota, así como un museo de moldes anatómicos quirúrgicos de su creación.
Una calle en el centro de Bucarest (anteriormente Calle Jean Louis Calderon) ahora lleva su nombre.